# هيكتور دي بورغوينغ
هيكتور أدولفو دي بورغوينغ (23 يوليو 1934 في بوساداس - 24 يناير 1993 (58 سنة)

) (بالفرنسية: Héctor Adolfo de Bourgoing)‏ لاعب كرة قدم أرجنتيني يحمل أيضا الجنسية الفرنسية راحل كان يجيد اللعب في خط الدفاع .
لعب دي بورغوينغ في أندية تيغري (1954-1956) ريفر بليت (1957-1959) نيس (1959-1963) بوردو (1964-1969) باريس (1969-1970) .
ساهم دي بورغوينغ في تتويج نادي ريفر بليت ببطولة دوري الدرجة الممتازة موسم 1957 .
شارك دي بورغوينغ مع منتخب الأرجنتين في 5 مباريات دولية من دون أن ينجح في تسجيل أي هدف في الفترة من 1956 إلى 1957 . في ذلك الزمان كان اكتساب جنسية أخرى واللعب للمنتخب الآخر متاحا فبالتالي بعد اكتساب دي بورغوينغ الجنسية الفرنسية وافق على تمثيل منتخب فرنسا اعتبارا من سنة 1962 وبعدها شارك في بطولة كأس العالم لكرة القدم 1966 التي أقيمت في إنجلترا حيث استطاع تسجيل هدف في مرمى منتخب الأوروغواي في الدقيقة 15 من ركلة جزاء وانتهت المباراة بالخسارة 1/2 . في المجموع فإن دي بورغوينغ لعب 3 مباريات مسجلا هدفين في الفترة من 1962 إلى 1966 .

## روابط خارجية
- هيكتور دي بورغوينغ على موقع الاتحاد الدولي (مؤرشف)  (الإنجليزية)
- هيكتور دي بورغوينغ على موقع قاعدة بيانات كرة القدم.إي يو (الإنجليزية)
- هيكتور دي بورغوينغ على موقع ليكيب (الفرنسية)
- هيكتور دي بورغوينغ على موقع ناشيونال فوتبول تيمز (الإنجليزية)